# 派尔努瓦普鲁斯足球俱乐部
派尔努瓦普鲁斯足球俱乐部是爱沙尼亚派尔努的足球俱乐部，参加爱沙尼亚足球甲级联赛的赛事。

## 历史
瓦普鲁斯成立于1922年5月，当时的名称是瓦普鲁斯体育会。除了其它体育项目之外，瓦普鲁斯参加本地派尔努足球联赛，并赢得了1927年和1934年的冠军。1937年瓦普鲁斯与本地其它的体育俱乐部合并为帕尔努卡勒夫。
1999年俱乐部重新成立，并作为业余队在级别低的联赛中参赛。2003年包括高级别的帕尔努利瓦迪亚在内的本地几个俱乐部合并至瓦普鲁斯，并形成了一个能稳定运行的足球俱乐部。
瓦普鲁斯在2005年赢得了第二级别的联赛冠军，并升级至爱沙尼亚足球甲级联赛。在2006年的首届甲级联赛中获得了第七名。
2010年瓦普鲁斯与派尔努足球俱乐部（Pärnu JK）及派尔努卡勒夫（Pärnu Kalev）一道合并为派尔努市队。派尔努市队在2015年升级至甲级联赛，并在两个赛季之后解散，瓦普鲁斯在2017年继承了其在甲级联赛中的位置。